# Achladaeus acaciae
Achladaeus acaciae är en fjärilsart som beskrevs av Pfitzner 1933. Achladaeus acaciae ingår i släktet Achladaeus och familjen rotfjärilar. Inga underarter finns listade i Catalogue of Life.